# Persuasione

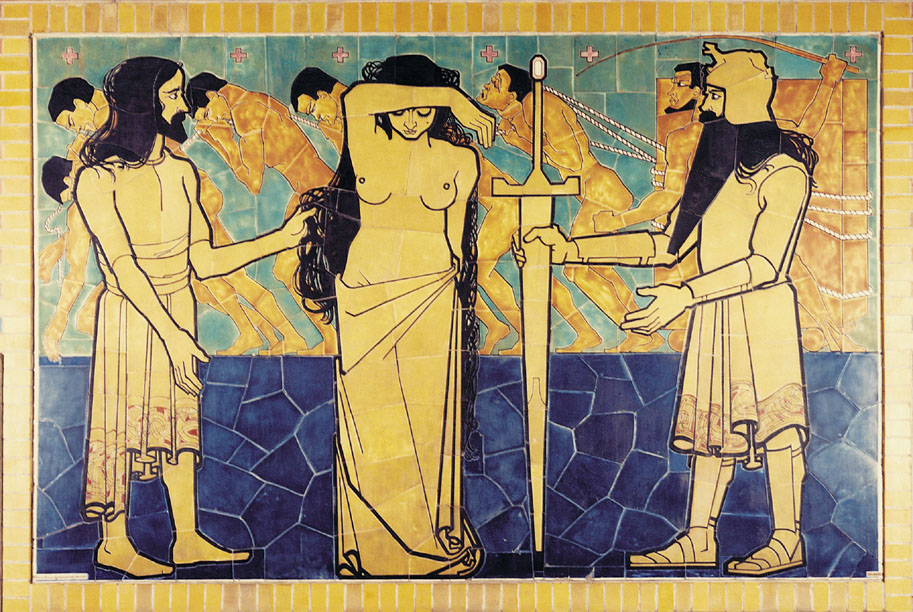
Jan Toorop, "Il passato". Beurs van Berlage, Amsterdam.

La persuasione è l'arte di modificare l'atteggiamento o il comportamento altrui attraverso uno scambio di messaggi.
A differenza di altre maniere di convincimento, la persuasione utilizza solamente le parole o il linguaggio del corpo per riuscire a mettere l'interlocutore in uno stato d'animo specifico a cui punta il persuasore: più precisamente in questo caso si parla di persuasione comunicativa. La parola persuasione a volte può avere un tono negativo, sinonimo di manipolazione, dovuto in particolar modo all'utilizzo a volte esagerato e poco etico in pubblicità e nella propaganda.

## Descrizione

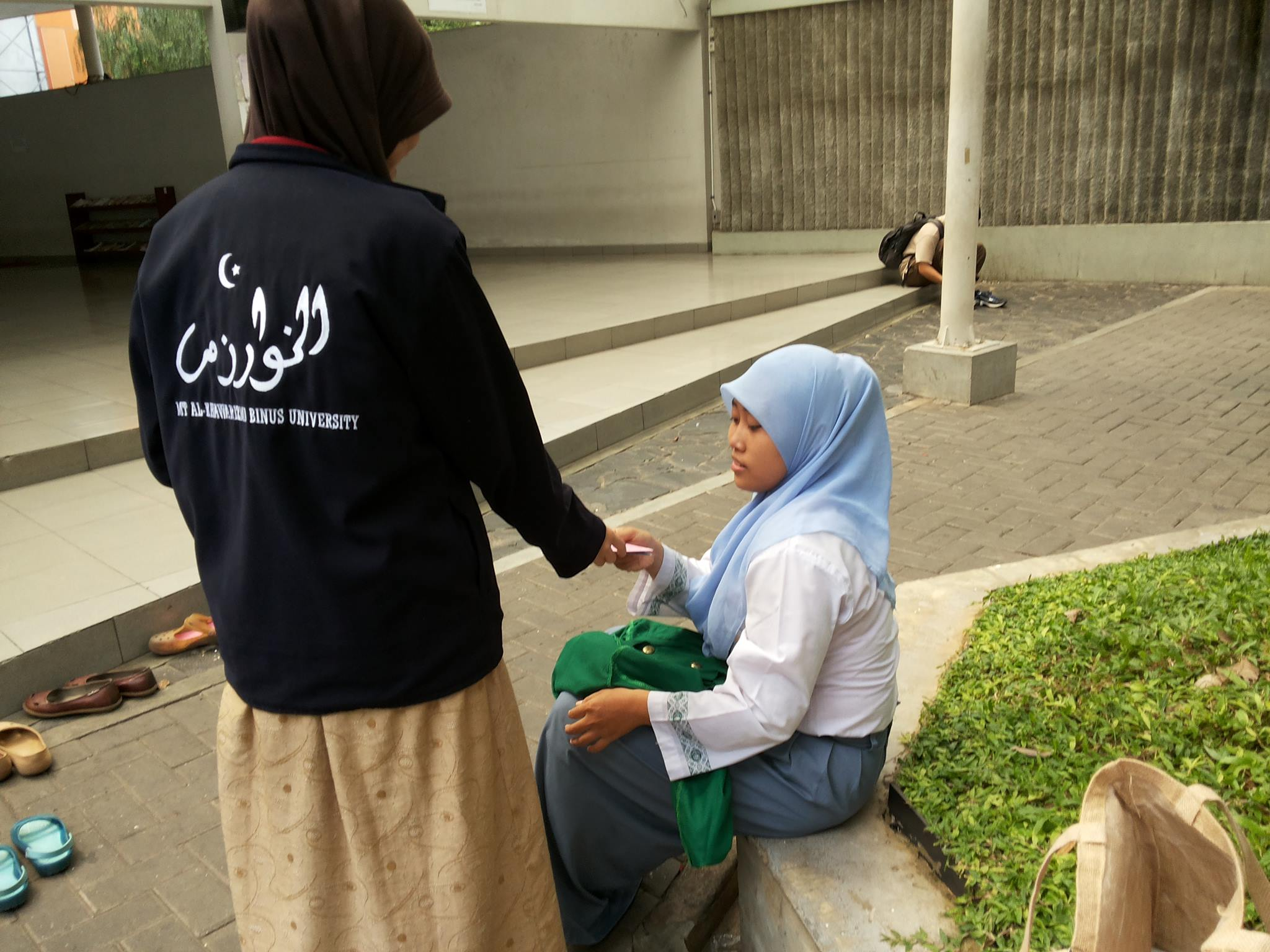
Comunicazione persuasiva

Il mezzo più importante per la persuasione sono i mass media, in particolare, la televisione, probabilmente perché esso entra in diretto contatto con le persone. L'informazione mediatica è uno strumento di comunicazione davvero ampio, molto probabilmente attira l'attenzione della mente e per farlo, chi elabora i messaggi pubblicitari all'interno dei mass-media inserisce degli elementi che possono attirare, anche inconsciamente, il pubblico come minacce, sesso, violenza, cibo o sicurezza. La seconda operazione da fare dopo aver attirato l'attenzione è convincere il pubblico. Per esempio, in uno spot televisivo, chi elabora il messaggio non ha in genere sufficiente tempo e spazio per argomentare in modo approfondito e permettere al pubblico una consapevole riflessione. Quindi, la maggior parte delle volte, si distorce il messaggio attraverso un breve appello retorico. Questo serve anche per evidenziare gli aspetti positivi e nascondere quelli negativi.
La persuasione, assieme alla suggestione, è anche il mezzo principale per la propaganda e il plagio.